# Renata Šerelytė
Renata Šerelytė (ur. w 1970 w Šimoniai) – litewska poetka, pisarka, wydawca i krytyk literacki.

## Życiorys
Po ukończeniu liceum w rodzinnym Šimoniai podjęła się pracy w szkolnej bibliotece, lecz już po roku zrezygnowała z niej na rzecz studiów. W 1994 r. ukończyła lituanistykę i lingwistykę na Uniwersytecie Wileńskim. Zadebiutowała w roku 1986 publikując swe poezje w magazynie "Moksleivis". Później współpracowała z dziecięcym czasopismem "Žvaigždute", a także z tygodnikiem kulturalnym "7 meno dienos" oraz magazynem "Jaunimo gretos". Aktualnie kieruje sekcją literacką w teatrze dramatycznym Vaivorykšte ("Tęcza"). Mieszka w Wilnie.
W swym dorobku literackim ma wydanych kilka zbiorów opowiadań, z czego jako pierwszy ukazał się "Skinning Fish" w roku 1995, a także zbiór opowieści historyczno-przygodowych, powieści (Gwiazdy epoki lodowcowej oraz Imię w ciemności), wiersze dla dzieci oraz kilka dramatów. Jej twórczość jest znana również poza granicami Litwy, jej opowiadania tłumaczono m.in. na język angielski, polski, francuski, szwedzki i rosyjski.

## Nagrody
- Nagroda Šarunas Marčiulionis za "Junda's Fate" (najlepsza książka dla dzieci)
- Nagroda literacka (2000) za powieść "Gwiazdy epoki lodowcowej" (wydana w 1999)
- Nagroda A. Vaičiulaitis za opowiadanie prezentowane w miesięczniku literackim "Metai"
- Sztuką "Skylight" zajęła 2 miejsce w konkursie ogłoszonym przez The Open Lithuania Fund na przedstawienie dla dzieci i młodzieży